# Ácido picolínico
Ácido picolínico, ou ácido piridino-2-carboxílico, é um composto orgânico com a fórmula  C5H4N(CO2H). É um derivado da piridina com um substituinte ácido carboxílico na posição 2. É um isômero do ácido nicotínico, o qual tem a parte carboxila da cadeia na posição 3. É um sólido branco que é solúvel em água. Em química orgânica sintética, tem sido usado como um substrato na reação de Mitsunobu e na reação de Hammick.:495ff

## Química de coordenação
Ácido picolínico é um agente quelante bidentado de elementos tais como cromo, zinco, manganês, cobre, ferro e molibdênio no corpo humano.:72 Mmuitos de seus complexos são neutors em termos de carga e então comportam-se como lipofílicos. Após seu papel na absorção ter sido descoberto, suplementos alimentares contendo dipicolinato de zinco tornaram-se populares na medida que mostraram ser um meio eficaz de introdução de zinco no corpo.

## Biossíntese
Ácido picolínico é um catabólito do aminoácido triptofano através da rota da quinurenina.
É um precursor para a coenzima NAD+. Além disso, sugere-se que ajuda na absorção de íons de zinco (II) e outros íons bivalentes ou trivalentes  através do intestino delgado.